# Anton Pantow
Anton Dmitrijewicz Pantow (ros. Антон Дмитриевич Пантов; ur. 25 marca 1991 w Pawłodarze) – kazachski biathlonista, uczestnik mistrzostw świata w biathlonie oraz zimowych igrzysk olimpijskich.
Starty w Pucharze Świata rozpoczął zawodami w Ruhpolding w roku 2008 zajmując 63. miejsce w biegu indywidualnym na 20 km. Najlepszy wynik w Pucharze Świata osiągnął w 2014 w Ruhpolding zajmując 30. miejsce w biegu indywidualnym na 20 km.
Jego ojciec Dmitrij Pantow również był biathlonistą, olimpijczykiem z 1994, 1998 i 2002.

## Osiągnięcia

### Zimowe Igrzyska Olimpijskie
| Rok  | Miejscowość | Konkurencje | Konkurencje | Konkurencje | Konkurencje | Konkurencje | Konkurencje | Konkurencje |
| Rok  | Miejscowość | IN          | SP          | PU          | MS          | RL          | MR          | SR          |
| ---- | ----------- | ----------- | ----------- | ----------- | ----------- | ----------- | ----------- | ----------- |
| 2014 | Soczi       | 27.         | 79.         | –           | –           | LAP         | 13.         | –           |

### Mistrzostwa świata
| Rok  | Miejscowość | Konkurencje | Konkurencje | Konkurencje | Konkurencje | Konkurencje | Konkurencje | Konkurencje |
| Rok  | Miejscowość | IN          | SP          | PU          | MS          | RL          | MR          | SR          |
| ---- | ----------- | ----------- | ----------- | ----------- | ----------- | ----------- | ----------- | ----------- |
| 2012 | Ruhpolding  | 75.         | –           | –           | –           | –           | –           | –           |
| 2015 | Kontiolahti | 56.         | 82.         | –           | –           | 17.         | –           | –           |
| 2016 | Oslo        | 48.         | –           | –           | –           | 20.         | 15.         | –           |
| 2017 | Hochfilzen  | –           | 68.         | –           | –           | 14.         | –           | –           |

### Mistrzostwa świata juniorów
| Rok  | Miejscowość          | Konkurencje | Konkurencje | Konkurencje | Konkurencje | Konkurencje | Konkurencje | Konkurencje |
| Rok  | Miejscowość          | IN          | SP          | PU          | MS          | RL          | MR          | SR          |
| ---- | -------------------- | ----------- | ----------- | ----------- | ----------- | ----------- | ----------- | ----------- |
| 2008 | Ruhpolding           | 63.         | 60.         | 56.         | –           | –           | –           | –           |
| 2009 | Canmore              | 35.         | 17.         | 24.         | –           | –           | –           | –           |
| 2010 | Torsby               | 24.         | 12.         | 18.         | –           | –           | –           | –           |
| 2011 | Nové Město na Moravě | 35.         | 35.         | 46.         | –           | –           | –           | –           |
| 2012 | Kontiolahti          | 4.          | 31.         | 25.         | –           | –           | –           | –           |

### Puchar Świata

#### Miejsca w klasyfikacji generalnej
| Sezon     | Miejsce           |
| --------- | ----------------- |
| 2011/2012 | niesklasyfikowany |
| 2012/2013 | niesklasyfikowany |
| 2013/2014 | 89.               |
| 2014/2015 | niesklasyfikowany |
| 2015/2016 | niesklasyfikowany |
| 2016/2017 | niesklasyfikowany |
| 2017/2018 | niesklasyfikowany |
| 2018/2019 | nie brał udziału  |
| 2019/2020 | niesklasyfikowany |